# Associazione Calcio Virtus
L'Associazione Calcio Virtus, meglio nota come Virtus o anche come Virtus Acquaviva, è una società calcistica sammarinese con sede nel castello di Acquaviva.
Oltre al calcio a 11, fanno parte del gruppo Virtus anche il Futsal Calcio a 5, che prende parte al campionato sammarinese di futsal, la Virtus Bike, squadra di cicloamatori e la Virtus di pallavolo. La Virtus organizza inoltre delle piccole manifestazioni all'interno del Castello di Acquaviva.

## Storia
La prima società del Castello nacque nella seconda metà degli anni cinquanta con il nome Robur e il giallo e il nero come colori sociali; fu sostituita nel 1964 dalla Virtus, che prese ispirazione dal Venezia per i colori sociali, il verde e il nero.
Tra i suoi fondatori si ricordano Umberto Andreini, Fernando Bindi, Raffaele Lividini, Giovanni Maiani. Fernando Bindi fu il primo presidente, seguito poi da Umberto Andreini.
Dal 1978 al 1986 la Virtus partecipa al campionato italiano di Terza Categoria, senza mai tuttavia ottenere la promozione alla categoria superiore. Il piazzamento più lusinghiero, il quarto posto, è raggiunto nella stagione 1979/80 con l’allenatore Bruno Piscaglia.
Con la nascita del campionato sammarinese, la Virtus si sposta nel campionato della Repubblica, vincendo il primo Trofeo Federale nel 1988/89. Negli anni novanta la squadra rimane ai vertici del calcio sammarinese, ma senza mai riuscire a conquistare il titolo.
Nel 2017 alcuni giocatori vengono coinvolti nello Scandalo sammarinese del calcioscommesse del 2017.
Il 27 maggio 2023, grazie alla vittoria in finale contro il Tre Penne per 3-1, la Virtus conquista la sua prima Coppa Titano, mentre pochi mesi più tardi, il 1° settembre, conquista la Supercoppa, battendo sempre la formazione biancoazzura per 2-0.
Dopo l'estromissione dalla Conference League nella stagione 2023 per la vicenda di calcioscommesse del 2017, il debutto nelle Coppe Europee della Virtus avviene nella stagione successiva. In Champions League i neroverdi vengono eliminati dalla FCSB, perdendo per 7-1 in casa e 4-0 in Romania, ma togliendosi lo sfizio del primo storico goal nella massima competizione per club, messo a segno dal capitano Manuel Battistini; retrocessi in Conference League, verranno eliminati degli estoni del Flora Tallinn (0-0 a San Marino, 2-5 dopo i tempi supplementari in Estonia).

## Palmarès

### Competizioni nazionali
- Campionato sammarinese: 2

2023-2024, 2024-2025
- Coppa Titano: 2

2022-2023, 2024-2025
- Supercoppa Sammarinese/Trofeo Federale: 3

1988, 2023, 2024

### Altri piazzamenti
- Campionato Sammarinese

Secondo posto: 1987-1988
- Coppa Titano

Finalista: 2010-2011, 2023-2024
Semifinalista: 2009-2010
- Supercoppa Sammarinese/Trofeo Federale

Finalista: 2003, 2004
Semifinalista: 1997, 2000, 2010, 2011

## Organico

### Rosa
| N. |                       | Ruolo | Calciatore          |
| -- | --------------------- | ----- | ------------------- |
| 1  | San Marino (bandiera) | P     | Mirco De Angelis    |
| 3  | Italia (bandiera)     | D     | Daniel Piscaglia    |
| 4  | Italia (bandiera)     | C     | Andrea Montanari    |
| 5  | Italia (bandiera)     | D     | Michele Rinaldi     |
| 6  | Italia (bandiera)     | D     | Roberto Sabato      |
| 7  | San Marino (bandiera) | D     | Manuel Battistini   |
| 8  | Italia (bandiera)     | C     | Mario Barone        |
| 9  | Italia (bandiera)     | A     | Federico Piovaccari |
| 10 | Italia (bandiera)     | C     | Ivan Buonocunto     |
| 11 | Italia (bandiera)     | A     | Tommaso Lombardi    |
| 12 | Italia (bandiera)     | P     | Giovanni De Bartolo |

| N. |                       | Ruolo | Calciatore       |
| -- | --------------------- | ----- | ---------------- |
| 14 | Italia (bandiera)     | A     | Loris Tortori    |
| 19 | San Marino (bandiera) | A     | Nicola Moroni    |
| 20 | Italia (bandiera)     | C     | Samuel Toccaceli |
| 21 | Italia (bandiera)     | C     | Sandro Macerata  |
| 23 | San Marino (bandiera) | D     | Marco Paolini    |
| 24 | San Marino (bandiera) | D     | Andrea Selva     |
| 25 | Italia (bandiera)     | D     | Vittorio Cesari  |
| 26 | Italia (bandiera)     | D     | Manuel Ricci     |
| 28 | San Marino (bandiera) | P     | Thomas Paolini   |
| 90 | Italia (bandiera)     | A     | Stefano Scappini |